# Renato César
Renato César, vollständiger Name Renato César Pérez, (* 16. August 1993 in Maldonado) ist ein uruguayischer Fußballspieler.

## Karriere

### Verein
César spielte zunächst in seiner Geburtsstadt Maldonado für den Club Ituzaingó. Zu jener Zeit kam er auch in der Departamento-Auswahl von Maldonado zum Einsatz. Der 1,64 Meter große Offensivakteur schloss sich im Alter von 16 Jahren Nacional Montevideo an und stand dort mindestens seit der Clausura 2011 im Erstligakader. In jener Halbserie ist ein Einsatz (kein Tor) in der Primera División für ihn verzeichnet. In der Folgesaison 2011/12, die Nacional ebenso wie im Jahr zuvor als Uruguayischer Meister beendete, stehen für ihn acht Erstligaeinsätze und ein Torerfolg zu Buche. 2012/13 kam er in elf Ligaspielen (drei Tore) und drei Begegnungen (kein Tor) der Copa Libertadores zum Zuge. In der Spielzeit 2013/14 absolvierte er acht Ligaspiele (kein Tor) und drei Partien der Copa Libertadores 2014. Mitte August 2014 wechselte er auf Leihbasis in die Schweiz zum FC Lugano. In der Saison 2014/15 wurde er 14-mal (ein Tor) in der Challenge League und einmal (kein Tor) im Schweizer Pokal eingesetzt. Anschließend kehrte er zu Nacional zurück und wurde im Juli 2015 erneut ausgeliehen. Aufnehmender Verein war nunmehr der uruguayische Erstligaaufsteiger Liverpool Montevideo. In der Apertura 2015 bestritt er elf Ligaspiele und schoss ein Tor. Nach Rückkehr am Jahresende zu Nacional wurde er Anfang März 2016 an den Zweitligisten Villa Española abgegeben, bei dem er in der Clausura 2016 mit zehn Zweitligaeinsätzen (kein Tor) zum Aufstieg beitrug. In der Erstligasaison 2016 kam er in elf Ligaspielen (ein Tor) zum Einsatz. Nach dem Abstieg seines Klubs schloss er sich im Februar 2017 dem CD Palestino an. Bei den Chilenen absolvierte er bislang (Stand: 2. März 2017) drei Erstligabegegnung (ein Tor) und eine Partie (kein Tor) in der Copa Sudamericana 2017.

### Nationalmannschaft
César feierte am 6. Juni 2012 sein Debüt in der von Juan Verzeri trainierten U-20-Nationalmannschaft Uruguays im mit 4:2 gewonnenen Freundschaftsspiel gegen die Auswahl der USA. Er gehörte dem Aufgebot der uruguayischen U-20-Auswahl bei der U-20-Südamerikameisterschaft 2013 in Argentinien an und bestritt während des Turniers vier Partien (kein Tor). Bislang (Stand: 16. November 2013) absolvierte er elf Länderspiele (vier Tore) in dieser Altersklasse.

### Erfolge
- 2× Uruguayischer Meister: 2010/11, 2011/12